# Ванамінґо (Міннесота)
Ванамінґо (англ. Wanamingo) — місто (англ. city) в США, в окрузі Гудг'ю штату Міннесота. Населення — 1113 особи (2020).

## Географія
Ванамінґо розташоване за координатами 44°18′10″ пн. ш. 92°47′14″ зх. д. / 44.30278° пн. ш. 92.78722° зх. д. (44.302747, -92.787257).  За даними Бюро перепису населення США в 2010 році місто мало площу 3,64 км², уся площа — суходіл.

## Демографія
Згідно з переписом 2010 року, у місті мешкало 1086 осіб у 461 домогосподарстві у складі 294 родин. Густота населення становила 299 осіб/км².  Було 503 помешкання (138/км²).
Расовий склад населення:
| - 97,6 % — білих - 1,7 % — чорних або афроамериканців - 0,1 % — азіатів |

До двох чи більше рас належало 0,4 %. Частка іспаномовних становила 1,1 % від усіх жителів.
За віковим діапазоном населення розподілялося таким чином: 23,2 % — особи молодші 18 років, 57,6 % — особи у віці 18—64 років, 19,2 % — особи у віці 65 років та старші. Медіана віку мешканця становила 38,4 року. На 100 осіб жіночої статі у місті припадало 98,9 чоловіків;  на 100 жінок у віці від 18 років та старших — 97,2 чоловіків також старших 18 років.
Середній дохід на одне домашнє господарство  становив 60 878 доларів США (медіана — 49 539), а середній дохід на одну сім'ю — 75 334 долари (медіана — 67 885). Медіана доходів становила 45 104 долари для чоловіків та 37 143 долари для жінок. За межею бідності перебувало 16,4 % осіб, у тому числі 20,6 % дітей у віці до 18 років та 15,1 % осіб у віці 65 років та старших.
Цивільне працевлаштоване населення становило 572 особи. Основні галузі зайнятості: освіта, охорона здоров'я та соціальна допомога — 29,7 %, виробництво — 18,9 %, сільське господарство, лісництво, риболовля — 7,2 %, роздрібна торгівля — 5,6 %.